# Sulfato de estrôncio
Sulfato de estrôncio (SrSO4) é o sal do íon sulfato do estrôncio. É um pó cristalino, branco e inodoro. Ele ocorre na natureza na forma do mineral celestina.

## Propriedades químicas
É solúvel em água na proporção de 1 parte em 8800. É mais solúvel em ácido clorídrico diluído e ácido nítrico e apreciavelmente solúvel em soluções de cloretos alcalinos (e.g. cloreto de sódio).

## Ocorrência em biologia
Sulfato de estrôncio cristalizado é utilizado por um pequeno grupo de protozoários radiolários, chamados Acantharea, como o principal constituinte de seu esqueleto.

## Usos
Como muitos compostos de estrôncio, sulfato de estrôncio produz uma chama vermelha brilhante quando queimado. Por esta razão ele é usado em pirotecnia. A diferença primária é porque o íon sulfato pode ser usado como um oxidante a alta temperatura. Assim a atividade oxidante não será ativada até certos níveis de calor. Estes níveis são comumente encontrados em misturas tipo termita, as quais são misturas de um combustível metálico, normalmente magnésio ou alumínio, e um oxidante. Também é usado em cerâmica.